# Quinquennat
Als Quinquennat (von lateinisch quinque = „fünf“ und annus = „Jahr“) bezeichnet man in unterschiedlichen Zusammenhängen einen Zeitraum von fünf Jahren, zum Beispiel:
- die fünfjährige Amtszeit des französischen Präsidenten. Im Jahre 2000 wurde die Amtszeit durch eine Verfassungsänderung auf Grundlage einer Volksabstimmung von sieben Jahren auf fünf Jahre verkürzt.[1]

- im Deutschen Kaiserreich einen Kompromiss bei der parlamentarischen Bewilligung des Militäretats, die seit 1890 alle fünf Jahre gegeben werden musste (vgl. zum Hintergrund Septennat (Deutsches Kaiserreich)).[2]